# Gérard Delbeke
Gérard Delbeke (Ruiselede, 1903. szeptember 1. – 1977. október 22.), belga válogatott labdarúgó.
A belga válogatott tagjaként részt vett az 1930-as világbajnokságon.

## Külső hivatkozások
- Gérard Delbeke a fifa.com honlapján Archiválva 2015. február 5-i dátummal a Wayback Machine-ben